# Trần Tấn Hùng
Trần Tấn Hùng (sinh năm 1957) là một sĩ quan cấp cao trong Quân đội nhân dân Việt Nam, hàm Trung tướng, Tiến sĩ kinh tế-chính trị học, Kỹ sư Rada, nguyên Chính ủy Học viện Kỹ thuật Quân sự.

## Thân thế và sự nghiệp
Năm 1979, ông thi đỗ vào Học viện Kỹ thuật Quân sự, khóa 14;
Năm 1984, sau khi tốt nghiệp Kỹ sư Radar, Khoa Vô tuyến điện tử-HVKTQS, ông được giữ lại trường làm giảng viên. Ông được cử đi học và tốt nghiệp cử nhân văn bằng 2, thạc sĩ, tiến sĩ chuyên ngành kinh tế-chính trị tại Học viện Chính trị (Hà Đông);
Sau đó, ông làm giảng viên rồi chủ nhiệm Bộ môn Kinh tế-chính trị thuộc Khoa Khoa học xã hội và nhân văn;
Ông từng đảm nhiệm các chức vụ Phó Chủ nhiệm Khoa Lý luận Mác Lênin, Trưởng phòng Chính trị rồi Phó Chính ủy của Học viện Kỹ thuật Quân sự
Năm 2012, bổ nhiệm giữ chức Chính ủy Học viện Kỹ thuật Quân sự.
Năm 2016, ông nghỉ chờ hưu
Thiếu tướng (2010), Trung tướng (2014)